# Félix Fénéon
Félix Fénéon (Turín, 1861 - Châtenay-Malabry, 1944) fue un periodista y crítico de arte francés. Director de La Revue Blanche (1895-1905), su libro Los impresionistas de 1886 lo convirtió, junto a Paul Signac, en el máximo teórico del neoimpresionismo. Ejerció la crítica en los diarios Le Figaro y Le Matin. Fue encarcelado en 1894, a consecuencia de sus relaciones con grupos anarquistas. Siendo director artístico de la galería Bernheim-Jeune organizó importantes exposiciones, como la primera dedicada al futurismo (1912). 